# Bank BPH
Bank BPH SA (wcześniej Bank Przemysłowo-Handlowy, Bank Przemysłowo-Handlowy PBK) – ogólnopolski bank uniwersalny z siedzibą w Gdańsku, należący w 100% do General Electric Company. Zajmuje się wyłącznie obsługą oferowanych do dnia 4 listopada 2016 roku kredytów hipotecznych. Nie oferuje usług dla nowych klientów.

## Historia

### Działalność banku w XX w. i prywatyzacja
Bank Przemysłowo-Handlowy z siedzibą w Krakowie powstał jako bank państwowy w formie spółki akcyjnej, na skutek wydzielenia w 1988 roku ze struktur NBP. Prace nad organizacją banku od początku prowadził Janusz Quandt, który został pierwszym prezesem zarządu banku. W 1993 Rada Ministrów podjęła decyzję o rozpoczęciu procesu prywatyzacji banku. Prywatyzacja odbyła się poprzez wejście banku na Giełdę Papierów Wartościowych w Warszawie w 1995. Głównymi akcjonariuszami BPH zostały Europejski Bank Odbudowy i Rozwoju, Bank Śląski, oddział ING w Polsce, Daiwa Europe i Wielkopolski Bank Kredytowy. Prezesem banku została Henryka Pieronkiewicz.
W 1998 był siódmym bankiem w Polsce pod względem wielkości aktywów i funduszy własnych.
W 1999 bank współtworzył powszechne towarzystwo emerytalne Commercial Union OFE BPH CU WBK. W tym samym roku odbyła się także druga faza prywatyzacji banku. Większościowy pakiet akcji zakupił Bayerische Hypo- und Vereinsbank. W procesie prywatyzacji BPH zakupił również 100% akcji dwóch pozostałych banków należących do niemieckiego właściciela i działających w Polsce: HypoVereinsbank Polska S.A. i HYPO-BANK S.A., banku nieprowadzącego wówczas działalności operacyjnej. HypoVereinsbank Polska S.A. został wchłonięty przez BPH, a HYPO-BANK przekształcony w 2000 w specjalistyczny bank hipoteczny HypoVereinsbank Bank Hipoteczny, który w tym samym roku przeprowadził pierwszą w historii niematerialną emisję listów zastawnych w Polsce. Po zakończeniu procesu prywatyzacji nastąpiła trzecia w historii banku zmiana prezesa zarządu, które objął Józef Wancer.
W latach 90. XX wieku bank był inwestorem w wielu spółkach spoza branży finansowej, np. stacji radiowej RMF FM, terminalu przeładunkowym w Małaszewiczach, spółkach budowlanych Hydrobudowa i Polnord. W 1999 rozpoczął się proces porządkowania portfela inwestycyjnego i zbywania udziałów w tego rodzaju przedsiębiorstwach.

### Połączenie BPH i PBK

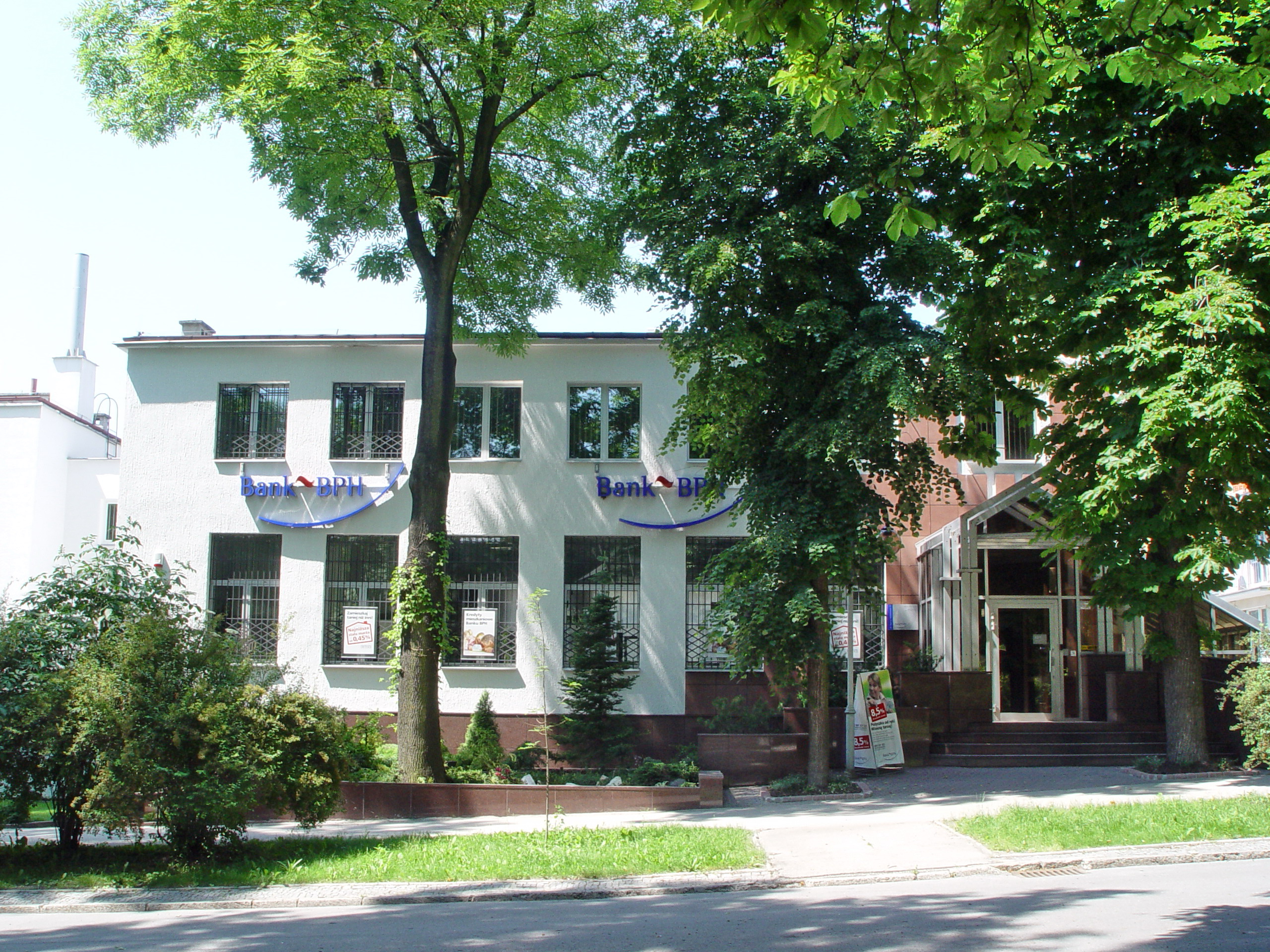
Placówka banku w Busku-Zdroju (2007)

Logo banku do 2009 roku

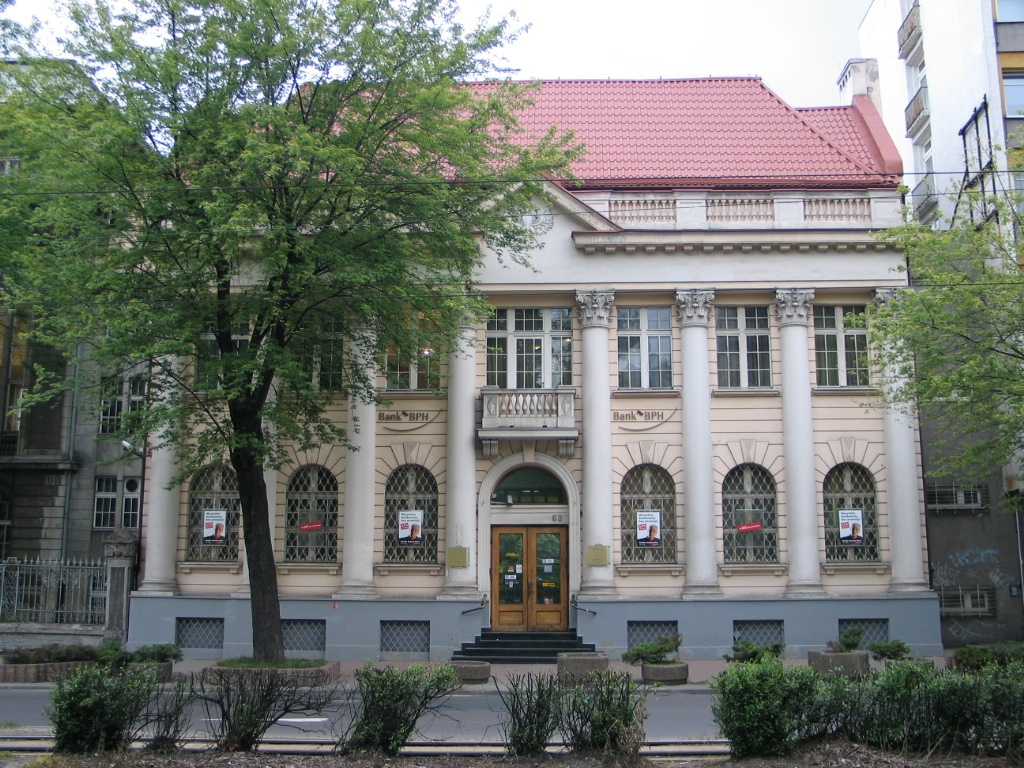
Placówka banku w Łodzi (2006)

Duże znaczenie miała przeprowadzona 31 grudnia 2001 r. fuzja dwóch banków giełdowych Banku Przemysłowo-Handlowego SA i Powszechnego Banku Kredytowego SA w Warszawie (PBK), które jako osobne banki komercyjne zostały wydzielone ze struktur Narodowego Banku Polskiego 1 lutego 1989 r. Proces połączenia BPH i PBK był skutkiem integracji kapitałowej ich inwestorów strategicznych: HypoVereinsbank AG i Banku Austria Creditanstalt AG (BA-CA), przeprowadzonej pod koniec 2000 roku. Po sfinalizowaniu fuzji prawnej BPH i PBK, udział Grupy HVB w strukturze własności Banku wynosił 71,2%, udział Skarbu Państwa 3,7%, natomiast reszta akcji znajdowała się w wolnym obrocie. W wyniku fuzji prawnej powstał trzeci bank w Polsce pod względem wielkości aktywów pod nazwą Bank Przemysłowo-Handlowy PBK S.A. Łączne aktywa banku na koniec 2002 r. wyniosły ponad 42,5 mld zł. Udział rynkowy w podstawowych produktach bankowych banków komercyjnych przekraczał 10%, w tym udział w kredytach mieszkaniowych dla osób prywatnych wynosił niemal 17%. Bank obsługiwał 2,6 miliona klientów, posiadającym około 600 placówek zlokalizowanych. W połączonym banku kierownicze stanowiska zajmowali między innymi Wojciech Sobieraj i Mariusz Grendowicz.
W 2003 podjęto decyzję o zamknięciu oddziałów w Ostrawie (otwartego w 1997) i Bratysławie (otwartego w 1999).
W 2004 roku bank zakończył trwający od 1997 proces przejmowania Spółdzielczego Banku Rozwoju „Samopomoc Chłopska” w Warszawie.

### Podział banku między UniCredit i GE
W listopadzie 2005 r. inwestor strategiczny banku BPH-PBK, grupa HVB, została przejęty przez UniCredit, będącym inwestorem strategicznym w Banku Pekao SA. Pomimo akceptacji transakcji przez Komisję Europejską, Ministerstwo Skarbu Państwa nie wyraziło początkowo na nią zgody z uwagi na planowaną fuzję polskich banków należących do obu podmiotów. Zastrzeżenia dotyczyły potencjalnego ograniczenia konkurencji przez połączony bank. Pekao było wówczas drugim a BPH trzecim co do wielkości bankiem w Polsce, a wspólnie stworzyłyby największy bank w Polsce. Ponadto, strona polska powoływała się na umowę prywatyzacyjną Pekao SA, w której UniCredit zobowiązywał się do powstrzymania się od zakupu konkurencyjnego banku w Polsce do 2009.
Polski rząd naciskany przez Komisję Europejską ostatecznie wyraził zgodę na fuzję obu banków w kwietniu 2006, lecz w wyniku podpisanej przez z UniCredit umowy:
- większa część banku (285 oddziałów) została w 2007 włączona do Banku Pekao SA, z jednoczesnym przeniesieniem wszystkich klientów korporacyjnych banku,
- pozostałych 200 oddziałów BPH miało zostać wyłączonych z fuzji, zachować dotychczasową nazwę i zostać odsprzedanych przez UniCredit innemu bankowi[15],
- BPH Bank Hipoteczny (do 2004 pod nazwą HypoVereinsbank Bank Hipoteczny) zostaje zakupiony przez UniCredit i włączony do grupy kapitałowej Banku Pekao SA[17].

W zamian za przenoszone na Pekao składniki majątku Banku BPH-PBK, akcjonariusze Banku BPH-PBK 18 grudnia objęli akcje Pekao przy zachowaniu stosunku 1: 3,3 (z tytułu posiadania jednej akcji Banku BPH-PBK akcjonariusz Banku BPH-PBK otrzymał 3,3 Akcji Emisji Podziałowej Pekao, przy zachowaniu dotychczasowego stanu posiadania akcji Banku BPH-PBK).
W sierpniu 2007 UniCredit i General Electric poprzez spółkę zależną GE Money ogłosiły porozumienie dotyczące sprzedaży Banku BPH-PBK, a w 2008 roku Komisja Nadzoru Bankowego wyraziła zgodę na tę transakcję.

### Grupa kapitałowa GE Money

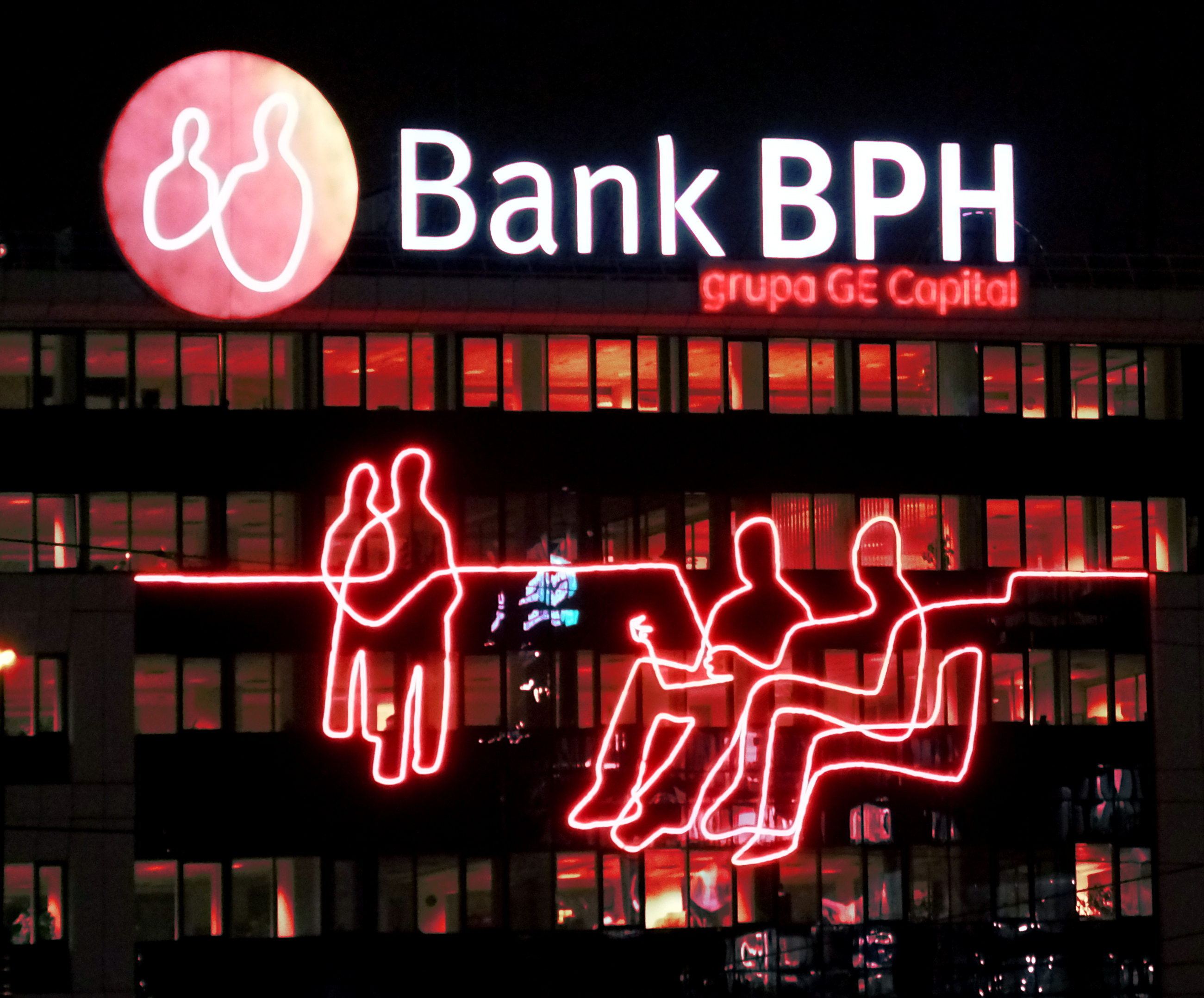
Identyfikacja wizualna banku od 2009

31 grudnia 2009 nastąpiło połączenie Banku BPH z GE Money Bank i połączony bank przyjął nazwę Bank BPH S.A. W maju 2010 zarząd i rada nadzorcza przyjęły nową strategię banku i właściciel rozpoczął negocjacje w sprawie zwolnień grupowych, które do końca 2011 miały objąć ponad 1500 pracowników. W konsekwencji zakończenia procesu połączenia banków z funkcji prezesa zarządu zrezygnował Józef Wancer.
W 2013 BPH był 12. największym bankiem w Polsce pod względem wartości aktywów.
W 2014 przeniesiono siedzibę banku z Krakowa i Warszawy do Gdańska.

### Sprzedaż zorganizowanej części BPH Alior Bankowi i zakończenie akwizycji nowych klientów
W 2015 ogłoszono plan transformacji, który zakładał zwolnienie około 1/3 pracowników banku. W wyniku transformacji w sieci oddziałów banku mają zostać 53 sztandarowych oddziałów własnych, a reszta ma zostać zamknięta lub też ma zmienić model działania na placówki partnerskie.
W kwietniu 2016 Alior Bank zakupił wydzieloną część działalności BPH. Z transakcji wyłączono portfel kredytów hipotecznych oraz BPH Towarzystwo Funduszy Inwestycyjnych SA. W listopadzie 2016, z chwilą dokonania wpisu w Krajowym Rejestrze Sądowym, nastąpiło prawne połączenie wydzielonej części Banku BPH SA z Alior Bank SA. W grudniu 2016 spółka została wycofana z Giełdy Papierów Wartościowych w Warszawie. Bank kontynuował działalność wyłącznie w zakresie obsługi istniejących produktów.
W 2017 roku ogłoszono sprzedaż BPH Towarzystwa Funduszy Inwestycyjnych SA spółce Altus TFI. Działalność BPH TFI jest kontynuowana pod marką Rockbridge Towarzystwo Funduszy Inwestycyjnych. W 2020 roku likwidacji uległa ostatnia spółka z grupy kapitałowej Banku BPH, BPH PBK Zarządzanie Funduszami sp. z o.o.

## Akcjonariat
Wyłącznym akcjonariuszem banku jest grupa kapitałowa GE Money (część korporacji General Electric) poprzez spółki zależne.
| Akcjonariusz                                 | liczba akcji | % akcji |
| -------------------------------------------- | ------------ | ------- |
| GE Investments Poland sp. z o.o.             | 599 737 025  | 99,40   |
| Selective American Financial Enterprises LLC | 3 548 003    | 0,60    |

W przeszłości akcje banku dopuszczone były do obrotu na warszawskiej Giełdzie Papierów Wartościowych oraz na London Stock Exchange – w formie Globalnych Kwitów Depozytowych, których depozytariuszem był Bank of New York (jeden kwit depozytowy stanowił 0,5 akcji zwykłej banku). Ostatnie notowanie akcji banku miało miejsce 19 września 2016 roku.

## Prezesi banku
- Janusz Quandt (1989-1995)[2]
- Henryka Pieronkiewicz (1995-1999)[5]
- Józef Wancer (2000-2010)[10]
- Richard Gaskin (2010-2016)[33]
- Grzegorz Jurczyk (2016-2017)[34]
- Paweł Bandurski (od 2017)[35]